# Fredrik Styrman
Karl Fredrik Styrman, född 3 april 1991 i Kalix, Norrbottens län, är en svensk före detta  professionell ishockeyspelare (back) som spelade för Luleå HF i Svenska hockeyligan.
Han är yngre bror till den före detta professionella ishockeymålvakten Linus Styrman.

## Karriär

### Svenska hockeyligan
I Svenska hockeyligan (tidigare Elitserien) spelade Styrman för Luleå HF, Skellefteå AIK, Brynäs IF, Frölunda HC och HV71. Med Skellefteå AIK vann han SM-silver 2012.
Den 30 augusti 2022 meddelade han att han avslutar ishockeykarriären, efter att Djurgårdens IF:s Peter Holland vid en SHL-match lagen emellan på Hovet i Stockholm den 14 oktober 2021 slitit av Peter Styrman hjälmen och därefter slagit honom i huvudet.

### Hockeyallsvenskan
I Hockeyallsvenskan spelade Styrman fyra säsonger för IK Oskarshamn, och en halv säsong för IK Pantern.

### Sveriges juniorlandslag
Styrman spelade ett flertal landskamper för Sveriges juniorlandslag i ishockey, från U16 till U20. Han spelade i U18-VM 2009 och U20-VM 2011.

## Spelade klubbar
- Kalix UHC 2005–06
- Luleå HF 2006–11, 2018–
  - Asplöven HC (lån) 2008
- Skellefteå AIK 2011–12
- Brynäs IF 2012–13
- IK Oskarshamn 2013-17
- IK Pantern 2017-18
  - Frölunda HC (lån) 2017-18
- HV71 2018

## Meriter
- 2007 – Brons i TV-pucken
- 2010 – SM-brons i J20 Superelit
- 2010 – Bästa backen i J20 Superelit
- 2012 – SM-silver i Elitserien